# Alpine Pearls
Alpine Pearls ist eine 2006 gegründete Kooperation von 18 Tourismusgemeinden aus vier Alpenstaaten. Die Zielsetzung dieser Kooperation ist die Förderung der Mobilität: den Gästen die Möglichkeit der autofreien An- und Abreise und die einfache Nutzung der öffentlichen Verkehrsmittel vor Ort sowie weitere klimaschonende Urlaubsangebote zu bieten.

## Geschichte
Die Organisation wurde am 31. Januar 2006 von 17 Mitgliedern gegründet. Der Verein ist das Ergebnis von zwei aufeinander aufbauenden EU-Projekten (Alps Mobility und Alps Mobility II – Alpine Pearls). Beide gehen auf die Initiative des Österreichischen Bundesministeriums für Land- und Forstwirtschaft, Umwelt und Wasserwirtschaft zurück. Der Schwerpunkt lag in der Schaffung innovativer, nachhaltiger Tourismus-Angebote, die touristische Destinationen mit sanfter Mobilität erreichbar machen. Die Ergebnisse werden in der alpenweiten, transnationalen Dachorganisation Alpine Pearls weiter genutzt und in die Realität umgesetzt. Im Zeitraum von 2007 bis 2019 wurden weitere neue Mitglieder aufgenommen. Seit Herbst 2019 ermöglicht Alpine Pearls auch Gemeinden und Destinationen, welche zum Zeitpunkt der Aufnahme (noch) nicht alle Kriterien des Kriterienkataloges erfüllen, Mitglied von Alpine Pearls zu werden.  Derzeit zählt der Verbund Alpine Pearls 18 Mitglieder.
2022 wurde aus dem Verein Alpine Pearls ein EVTZ. 

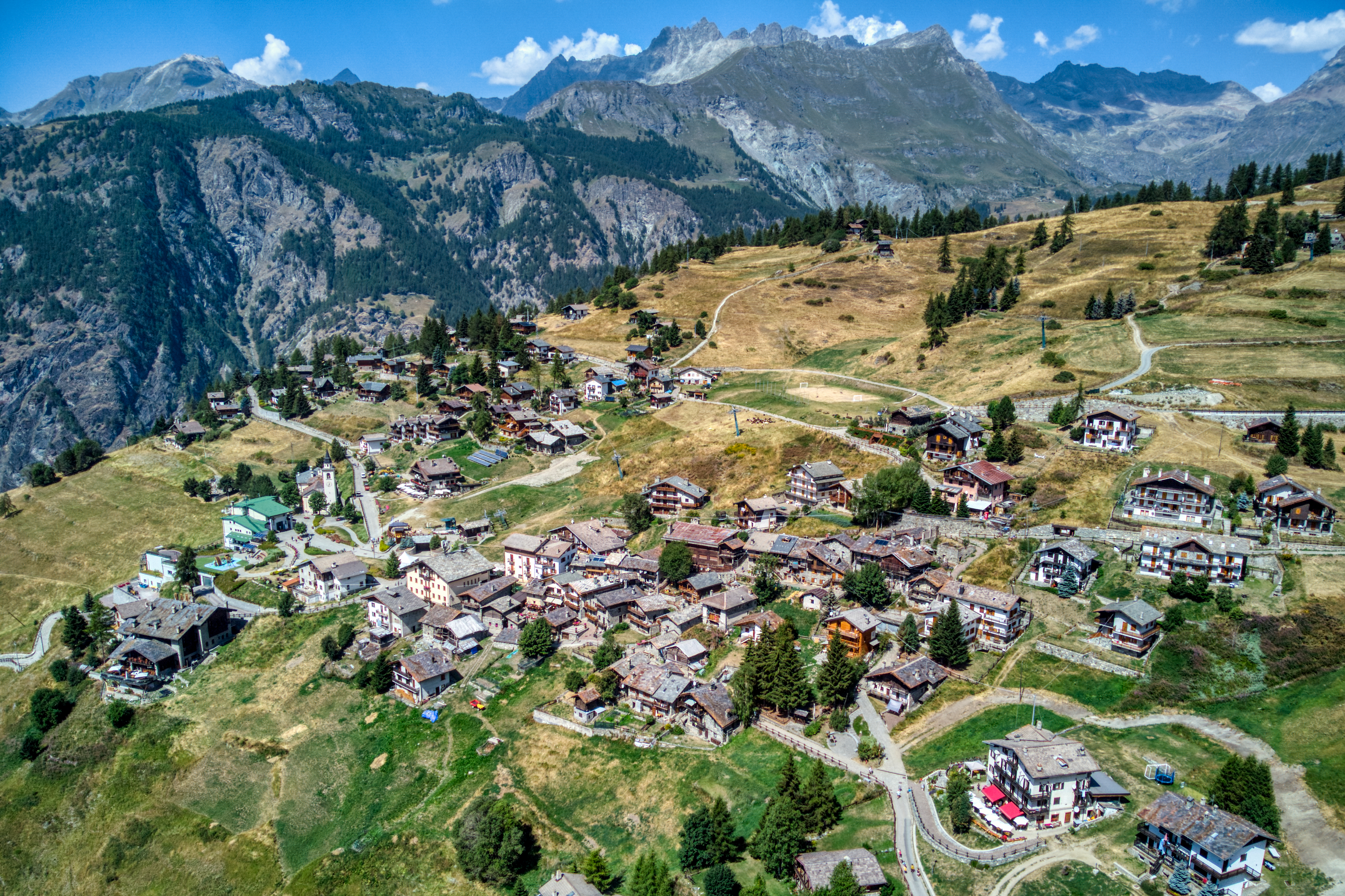
Chamois, Aostatal

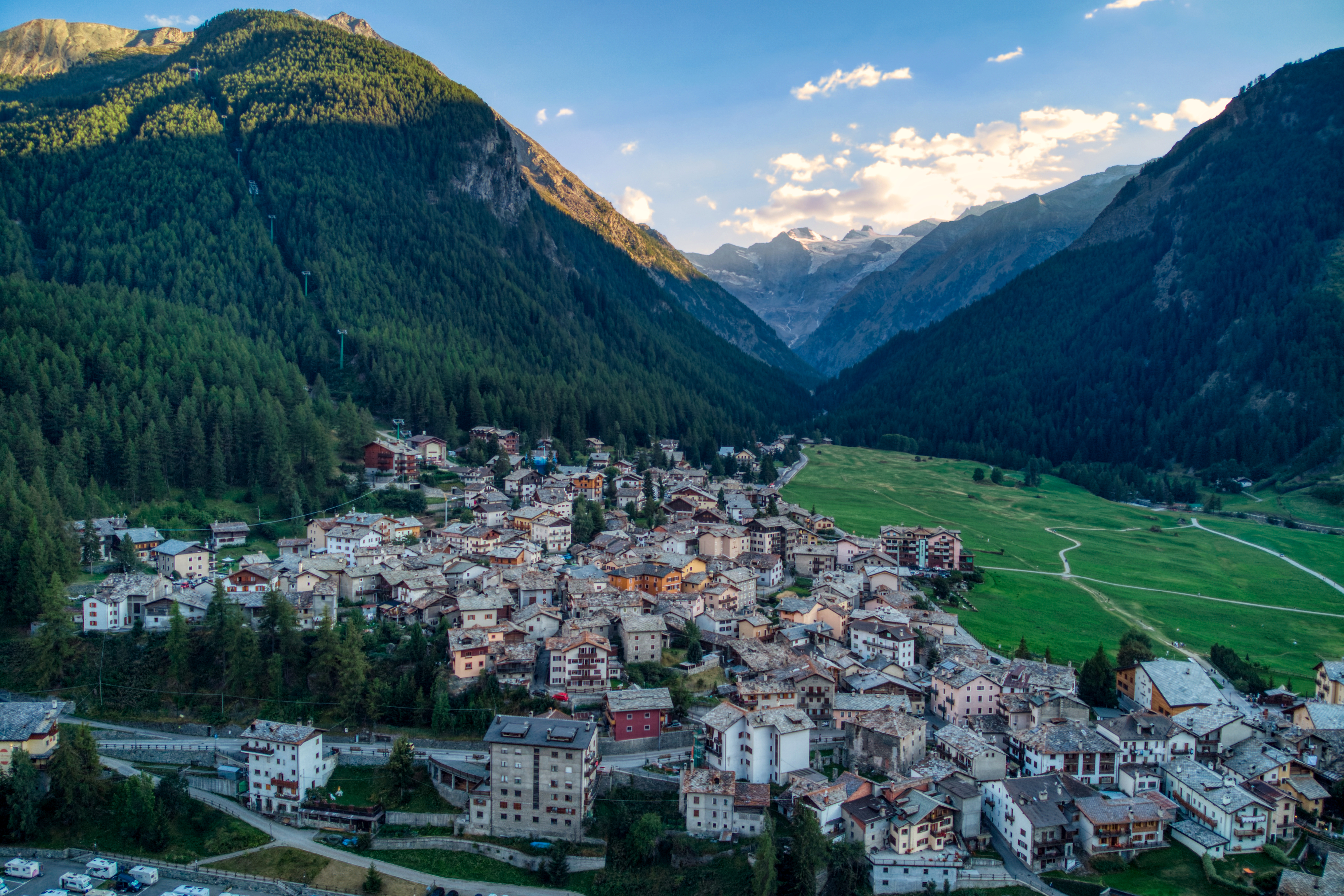
Cogne, Aostatal

## Mitgliedsorte

### Deutschland
- Bad Reichenhall

### Österreich
- Werfenweng
- Mallnitz
- Weißensee

### Slowenien
- Bled
- Bohinj

### Italien
- Alpe Cimbra
- Ceresole Reale
- Chamois
- Cogne
- Falcade
- Forni di Sopra
- Limone Piemonte
- Moena
- Moos in Passeier
- Ratschings
- Primiero San Martino di Castrozza
- Villnöß

## Werte und Zielsetzung
Werte, die konzeptionell hinter der transnationalen Kooperation Alpine Pearls stehen, sind vor allem das Handeln nach den Grundsätzen der Nachhaltigkeit, eine saubere Umwelt, eine schöne Landschaft, die Förderung regionaler Kreisläufe oder etwa die Wahrung regionsspezifischer Charakteristika, wie regionale Identitäten und kulturelle Besonderheiten. Um diese Werte zu erreichen, verfolgt der EVTZ das Ziel eines größtmöglichen Verzichts auf umweltbelastende Faktoren im Tourismus und im Verkehrsbereich. Weiters wird auf die aktive Erhaltung der Landschaft, eine Energieversorgung aus erneuerbaren Quellen, die Müllvermeidung und den Rückgriff auf regionale Produkte gesetzt.

## Auszeichnungen
Die Kooperation ist Preisträger der EcoTrophea des Jahres 2008, welche alljährlich vom Deutschen Reiseverband verliehen wird.
Zudem ist Alpine Pearls Träger des Energy Globe Awards des Jahres 2008. 2011 wurde die Kooperation in der Kategorie Destination Stewardship mit dem Tourism for Tomorrow Award des WTTC ausgezeichnet.